# Revelació
|  | Aquest article tracta sobre teologia. Vegeu-ne altres significats a «Apocalipsi». |

Revelació, en les religions que es consideren d'origen diví, s'anomena revelació el procés comunicatiu pel qual Déu es faria conèixer i manifestaria la seva voluntat als homes. Per extensió, també es parla de revelació per referir-se al contingut d'aquesta comunicació. La persona que rep la comunicació i que sol rebre l'encàrrec de comunicar-la a la comunitat de fidels s'anomena profeta o, menys sovint, missatger. També es fa servir la paraula vident, en particular en el que l'Església catòlica anomena revelacions privades, però les persones que neguen l'autenticitat d'aquesta mena de fenòmens prefereixen parlar de visionaris.
D'acord amb la tradició, les revelacions poden venir directament de Déu a través de qualsevol mitjà, com ara:
- un viatge del vident al cel o a l'infern, típic en els textos anomenats apocalipsis (transliteració del terme grec, que vol dir precisament 'revelació'), entre els quals l'Apocalipsi bíblic;
- un somni, com per exemple el de sant Josep de Natzaret a l'Evangeli segons Mateu.[1]
- un moment d'èxtasi, durant el qual el cos continua a la Terra i la comunicació es manté per mitjà de l'esperit.

Pel que fa al contingut, la revelació pot tenir relació amb:
- esdeveniments futurs (revelació escatològica, sovint relativa a la fi del món);
- esdeveniments «celestials» referits a Déu, els àngels, els diables (revelació pròpiament apocalíptica);
- esdeveniments actuals que són interpretats d'una manera particular (per exemple, a l'Apocalipsi, la persecució de Dioclecià es veu com la batalla definitiva entre la bèstia, l'imperi Romà, i l'anyell, Jesús ressuscitat).

En la teologia catòlica, el terme revelació ha assumit un significat específic: la revelació és el conjunt de veritats de fe (el terme tècnic és depositum fidei) que són presents a les Sagrades Escriptures, en la Tradició catòlica (se sol escriure en majúscula, especialment per referir-se als escrits dels Pares de l'Església) i en el Magisteri catòlic (l'ensenyament oficial de l'Església, en particular dels papes).
En la tradició protestant, amb la paraula revelació es fa referència al llibre bíblic que en altres confessions es coneix com a Apocalipsi.
A causa de la seva naturalesa transcendent, la revelació no pot ser objecte d'investigació científica.

## Religions revelades
S'anomenen religions revelades aquelles que afirmen que han rebut el seu cos doctrinal directament de Déu per mitjà d'una revelació. Normalment, aquesta revelació es posa per escrit en un llibre sagrat —per exemple, la Bíblia per als jueus i els cristians, i l'Alcorà per als musulmans.

### Judaisme
Segons el judaisme ortodox, al llarg de la història Déu ha parlat diverses vegades amb els homes i se'ls ha mostrat, a cops en forma humana, més sovint a través de símbols, com l'arbust en flames de Moisès. Els primers homes als quals es va manifestar van ser els pares del poble hebreu, coneguts com a patriarques. Entre aquests hi ha Moisès, que segons la tradició va posar per escrit els primers cinc llibres de la Bíblia, coneguts com a Pentateuc. Després d'ell hi ha altres profetes que es considera que comunicaven ensenyaments revelats per Déu; els llibres atribuïts a aquests profetes formen part del cànon de la Bíblia. El cànon de la Bíblia jueva (l'Antic Testament) es va completar en els últims segles abans de l'era cristiana. Des d'aleshores no hi ha hagut cap altre profeta, però els jueus encara esperen la vinguda de l'últim i definitiu: el Messies.

### Cristianisme
El cristianisme ha elaborat una teologia de la revelació amb la finalitat d'aprofundir en el missatge rebut: les manifestacions de Déu, les modalitats d'aquestes manifestacions i la possibilitat de comprensió per part dels homes.
Els cristians reconeixen les revelacions transmeses als patriarques i als profetes del judaisme, però afirmen que eren revelacions parcials que tenien l'objectiu d'anticipar i preparar la revelació plena, que arriba amb Jesús, el qual va completar i aclarir el sentit de la revelació antiga. La revelació de Jesús es va posar per escrit al Nou Testament, la segona part de la Bíblia cristiana (la Bíblia jueva només inclou l'Antic Testament).
L'Església catòlica distingeix entre revelació pública i revelació privada. La primera és la revelació antiga, manifestada per Déu per mitjà dels patriarques i dels profetes, i després per mitjà de Jesús. La revelació pública s'acaba amb Jesús: després de la seva vinguda no hi ha hagut ni hi haurà altres profetes.
En la categoria de les revelacions privades, per la seva banda, hi entren les visions místiques i les aparicions. En aquest cas no es parla de profetes sinó de vidents. Fins i tot quan l'Església les considera oficialment autèntiques (com en el cas de les aparicions de Lorda), els creients no tenen l'obligació de creure-se-les, perquè a vegades es tracta de missatges simbòlics que no es poden interpretar d'una manera inequívoca (vegeu, per exemple, el Tercer secret de Fàtima).

### Islam
L'islam també reconeix la revelació manifestada per Déu a través dels profetes del judaisme i de Jesús, que en la religió musulmana també és considerat un profeta. La revelació completa i definitiva és la que rep Mahoma, l'últim i el més gran dels profetes, i està recollida a l'Alcorà. L'Alcorà es considera «paraula de Déu» en el sentit més ple del terme, ja que prové directament de Déu i va ser dictat per Mahoma sense cap reelaboració ni interpretació.

## Formes de la revelació

### Verbal
Algunes persones creuen que Déu es pot comunicar amb els homes de manera directa mitjançant la paraula: es tracta de la revelació verbal. Segons el judaisme ortodox i el cristianisme tradicional, aquesta és la manera en què va tenir lloc la revelació dels cinc primers llibres de Moisès. En la tradició cristiana, però, els que defensen la inspiració verbal no creuen en una «teoria del dictat», segons la qual el profeta simplement hauria recollit la paraula de Déu, sinó que consideren que la inspiració és un procés orgànic en el qual Déu supervisa l'escriptura del text, de manera que el document comuniqui la voluntat divina però fent servir l'estil propi de l'escriptor i les convencions literàries del moment.

### No verbal
Segons altres escoles de pensament, la revelació no seria ni verbal ni literal, encara que reculli un contingut proposicional. Els profetes serien inspirats per un missatge diví que els arribaria d'una manera no verbal.
El rabí Abraham Joshua Heschel ha escrit que «per comunicar l'experiència completa dels profetes, la Bíblia fa servir termes descriptius o indicatius. Qualsevol descripció empírica de l'acte de la revelació hauria donat lloc al ridícul. És per aquest motiu que tot el que fa la Bíblia és declarar que la revelació ha tingut lloc. La manera en què ha tingut lloc s'explica fent servir termes evocadors i al·lusius».

### Pel desenvolupament històric de la fe
Aquells que creuen que Déu no és antropomorf sostenen que les dues formes de revelació anteriors són impossibles. Per ells, la voluntat divina s'ha revelat al llarg de la història gràcies a la interacció entre Déu i l'home.
Per exemple, el rabí Louis Jacobs suggereix que l'observació atenta de la manera com els israelians van entendre la voluntat de Déu al llarg de la seva història revela com Déu va influir en el desenvolupament de l'halacà (la llei jueva). La revelació consistiria en aquest procés.
Una part del Talmud considera que la interpretació rabínica és superior a la profecia bíblica: «El rabí Abdimi de Haifa ha dit: des del dia en què es va destruir el Temple, el do de la profecia va ser retirat als profetes i va ser concedit als Savis. Que potser un savi no és també un profeta?». Es tracta d'una pregunta retòrica, i la resposta òbviament és afirmativa. El Talmud continua: «El que entenia el rabí Abdimi era que, tot i que els profetes havien perdut el do de la profecia, els Savis el conservaven».

## La visitació
L'experiència de comunicació o de contacte entre un difunt recent i el seu cònjuge o la seva descendència s'anomena visitació. Algunes persones poden interpretar aquesta experiència com una revelació de la voluntat de Déu. Segons el DSM IV (manual diagnòstic i estadístic dels disturbis mentals), aquesta mena de respostes entren dins la normalitat i no són patològiques.